# Midnight in a Sodom
Midnight in a Sodom (kasnije reizdan kao Midnight in Sodom) je prvi demo album splitskog thrash metal sastava Evil Blood. Album je 1. siječnja 1988. objavila diskografska kuća Lvxor.
Album je izvorno bio objavljen na kazeti u ograničenoj nakladi, no 2011. godine bio je remasteriran i objavljen na CD-u. Album je kao kazeta bio dostupan samo u crvenoj inačici, a na ponovnom izdanju dostupan je i u crvenoj i bijeloj.

## Popis pjesama
| 1. | »Midnight in a Sodom« | 3:15 |
| 2. | »Bat Connan«          | 5:41 |
| 3. | »Countess Laura Hore« | 4:15 |
| 4. | »Evil Blood«          | 5:26 |

| Strana B | Strana B                     | Strana B | Strana B | Strana B | Strana B | Strana B | Strana B | Strana B | Strana B |
| Br.      | Skladba                      | Trajanje |          |          |          |          |          |          |          |
| -------- | ---------------------------- | -------- | -------- | -------- | -------- | -------- | -------- | -------- | -------- |
| 5.       | »We Are the Satan«           | 3:44     |          |          |          |          |          |          |          |
| 6.       | »S.B.M.B.N.M.«               | 3:32     |          |          |          |          |          |          |          |
| 7.       | »Barrie White Burns in Hell« | 3:10     |          |          |          |          |          |          |          |
| 8.       | »Ave Satanas«                | 3:22     |          |          |          |          |          |          |          |
| 9.       | »The Beast«                  | 2:51     |          |          |          |          |          |          |          |
| 34:30    |                              |          |          |          |          |          |          |          |          |

## Zasluge
- Denis Gabrić – vokali, gitara, bas-gitara, produciranje
- Toni Silobrčić – bubnjevi, produciranje